# Crépuscule en élégie
Crépuscule en élégie zijn twee composities van de Noor Johan Halvorsen voor viool en piano. In wezen zijn het twee werkjes die bij elkaar horen, maar de praktijk wees uit dat ze vaker los van elkaar gespeeld en opgenomen werden. Van de eerste uitvoering op 14 maart 1897 is bijvoorbeeld alleen bekend dat Crépscule gespeeld is. Muziekuitgeverij Wilhelm Hansen gaf/geeft de werkjes ook apart uit.

## Discografie
- Uitgave MDT Records Birgitte Stærness en Helge Kjekhuis (toevallig beide stukjes samen)